# Хагоромо водопад
Хагоромо водопад (羽衣の滝 Hagoromo-no-taki) је водопад у вароши Хигашикава, Хокаидо, Јапан, на реци Ишикари.
То је један од водопада у публикацији "Јапанских топ 100 водопада", објављеној од стране јапанског Министарства за заштиту животне средине 1990. године.